# Suzuki RG 500 Gamma
L'RG 500 Gamma è una motocicletta race replica del modello del motomondiale con un motore a due tempi prodotta dalla casa motociclistica giapponese Suzuki dal 1985 al 1989, questa moto è stata prodotta in un'unica serie.

## Descrizione
La moto si rifà al prototipo da GP (Suzuki RG Γ 500), inoltre è stato dedicato un modello a Barry Sheene che ha vinto il mondiale piloti del '76 '77 con la Suzuki RG 500. L’unica versione replica ufficiale fu in vendita solo sul mercato canadese denominata Walter Wolf, oggi è un esemplare rarissimo.
Questa moto rimase identica per tutta la produzione, ad eccezione degli indicatori direzionali, che nel 1987 vennero integrati al cupolino, inoltre la moto disponeva di un guscio per coprire la parte di sella del passeggero, in modo da avere una moto completamente identica al modello da GP.
Rispetto alle concorrenti Honda NS 400 e Yamaha RD 500 ha una particolarità che a distanza di anni dal debutto (oltre 20) ne fa un oggetto ancora ricercato ed utilizzato per creare prototipi con prestazione estremamente elevate: il basamento del motore è identico a quello delle versioni da gran premio degli anni '70 e '80.
Ciò significa che la versione stradale può ospitare gruppo termico, cambio e altri componenti motoristiche della versione da gran premio.